# Der Buchhalter
Der Buchhalter (Originaltitel The Accountant) ist ein US-amerikanischer Kurzfilm des Regisseurs Ray McKinnon aus dem Jahr 2001.

## Handlung
David O’Dell hat von seinem Vater die seit Generationen in Familienbesitz befindliche Farm geerbt und Schulden von über 200.000 Dollar gemacht. Inzwischen liegt die zweite Hypothek auf Grund und Boden, und der Verlust der Farm droht. Bruder Tommy holt einen Buchhalter auf die Farm, der bereits dem einarmigen Johnny Vance geholfen hat, seine Farm zu behalten. Der Buchhalter entpuppt sich als verschrobener Mann, der Unmengen Bier trinkt. Er beginnt, Davids Bücher zu prüfen, wobei er kopfrechnet, anstatt einen Taschenrechner zu benutzen. Am Ende hat er verschiedene Optionen für David parat. Er könnte die Farm in Brand setzen, wobei die Tiere vorher verkauft bzw. in Sicherheit gebracht würden. Die Farm könnte anschließend so präpariert werden, dass ein Verbrennungstod der Tiere wahrscheinlich wirkt. Damit kein Verdacht geschöpft wird, müsste jedoch auch Davids Hund getötet werden, da niemand eine derartige Kaltblütigkeit zum Schuldenabbau annehmen würde. Der Brand würde jedoch nur einen Teil der Schulden abbauen helfen.
Über aufwendige Kalkulationen macht der Buchhalter David klar, dass seine Frau fremdgeht. Sie fährt wöchentlich mit den Kindern in die Stadt, wobei sie ausweislich der mitgebrachten Quittungen von den jeweils 100 mitgenommenen Dollar stets nur soviel für die Kinder ausgibt, dass am Ende für 27,99 Dollar übrig bleiben, was exakt dem Preis eines Spermizids entspricht. Auch weiß der Buchhalter, dass David bereits zuvor eine Vasektomie gehabt hatte und somit ein Spermizid für die Verhütung beim Sex mit David nicht notwendig wäre. Anschließend macht der Buchhalter weitere Vorschläge zur Schuldentilgung. Für die Krankenversicherung könnte David einen Arm und zwei Beine verlieren und so Geld kriegen – es wird nun klar, warum Johnny Vance nur noch einen Arm hat. Weil David jedoch beide Beine braucht, um die Farm führen zu können, macht der Buchhalter den Vorschlag, dass entweder David oder seine Frau sterben könnte. Die Lebensversicherung würde dafür sorgen, dass nicht nur die Schulden abbezahlt wären, sondern auch die Farm renoviert werden könnte. Während David über diese Option nachzudenken beginnt, reagiert Tommy empört. Der Buchhalter erklärt, warum ihm die Rettung der Farm so wichtig ist: Nach seiner Theorie gibt es eine Verschwörung, nach der das Ländliche ausgelöscht werden soll. Dafür haben sich ganze Konsortien gebildet, die Farmer erst um ihr Geld und dann um ihre Identität bringen, bis sie am Ende zu Pseudo-Farmern werden, jedoch glauben, dass sie noch traditionell leben.
Am nächsten Tag führt Tommy den Buchhalter zu einer Brücke. Beide blicken auf den Bach hinunter, in dem Davids Leiche liegt. Er hat sich umgebracht, um die Farm zu retten. Der Buchhalter hat dies vorhergesehen, zumal Davids Frau mit Tommy fremdgeht, der nun auch die Zukunft der Farm zu gestalten hat. Als Tommy beginnt, das zu erwartende Geld bereits für einen neuen Lastwagen zu verplanen, reagiert der Buchhalter energisch: Wichtig ist, die Farm zu erhalten und Davids Kinder dazu zu bringen, das ländliche Leben wertzuschätzen. Sie sollen Tommy wie ihren eigenen Vater lieben lernen. Sollte er sich nicht an die Regeln halten, werde der Buchhalter zurückkehren und sich seine Zahlen genauer ansehen. Am Ende berechnet der Buchhalter für seine Arbeit 27,99 Dollar – ein reiner Zufall, wie er sagt.

## Produktion
Der Buchhalter wurde in Covington und Douglasville in Georgia gedreht. Die Filmbauten stammen von Chris Jones. Der Film wurde erstmals im Januar 2001 auf dem Slamdance Film Festival aufgeführt. Im Jahr 2009 erschien er auf DVD.

## Auszeichnungen
Auf dem Slamdance Film Festival gewann Der Buchhalter den Spirit of Slamdance Award. Auf dem Austin Film Festival erhielt der Film im selben Jahr den Kurzfilmpreis; ebenfalls 2001 wurde er auf dem Atlanta Film Festival mit dem Preis der Jury und dem Southeastern Media Award ausgezeichnet.
Der Buchhalter gewann 2002 den Oscar in der Kategorie Bester Kurzfilm. Auf dem DC Independent Film Festival in Washington erhielt der Film den Publikumspreis für den besten Kurzfilm sowie den Grand Jury Award, ebenfalls für den besten Kurzfilm.